# Anker Jacobsen
Anker Victor Jacobsen (17. juli 1911-1975)  var en dansk landsretssagfører og tennisspiller medlem af KB.
Anker Jacobsen vandt i perioden 1933-1949 totalt 36 danske mesterskaber i tennis: 12 i single, 10 i herredouble og 14 i mixed double.
Han vandt det Skandinaviske mesterskab i single 1933.